# Веспериди
Веспери́ди (лат. Vesperidae Mulsant, 1839) — це реліктова родина жуків. Веспериди належать до комах з повним перетворенням, які у життєвому циклі проходять стадії яйця, личинки, лялечки та імаго (метаморфоз). Систематична приналежність Весперид викликає наукові дискусії, проте більшість дослідників виділяють її в окрему родину, відокремлюючи від родини Жуків-Вусачів. Також існує полеміка довкола включення до родини підродин Анопльодерматіни (Anoplodermatinae) та Філіни (Philinae), які за традицією відносять до родини Жуків-Вусачів.

## Поширення
Жуки-Веспериди являють собою реліктову групу комах, яка у сучасній ентомофауні Землі є залишковим комплексом з Крейдового періоду Мезозойської ери та Третинного періоду Кайнозойської ери. В той час Веспериди були дуже широко розповсюджені по всій Землі, проте до кінця Третинного періоду і з початком Четвертинних зледенінь вони практично вимирають. На нинішній день Веспериди розповсюджені у Західному Середземномор'ї —- підродина Весперини (Vesperinae) та Південній Америці —- підродини Філіни (Philinae) й Анопльодерматіни (Anoplodermatinae).

## Біологія і життєві цикли

Жук-Весперус ліґустський (Vesperus ligusticus Vitali, 2001) розповсюджений у південно-східній Франції та північно-західній Італії

Гребеневус ваґнера (Pathocerus wagneri Waterhouse, 1901) розповсюджений у Болівії та північній Аргентині

Прихованоголівник озброєний (Hypocephalus armatus Desmarest, 1832) розповсюджений у південно-східній Бразилії

Суттєвою відмінністю життєвого циклу Весперид, що дало пістави виокремити їх з родини Вусачів, є наявність у їх личинок двох стадій у розвитку. Перша стадія — личинка першого віку, виконує функцію розселення і здатна пересуватися по поверхні ґрунту або якогось іншого субстрату. Друга стадія — личинка другого віку, є мало рухливою і її завдання ріст та живлення. Личинки розвиваються не лише у деревині, а переважно, у ґрунті, об'їдаючи корені рослин, на кшталт, личинок хрущів. Генерація триває від 2-х до 4-х років. В кінці періоду розвитку личинки, вона будує лялечкову камеру, яка переважко складається зі склеєних часточок ґрунту, де й заляльковується. Розвиток лялечки триває приблизно1-2 місяці, а жук, що вийшов із лялечки ще деякий час перебуває у лялечковій камері. Дорослі комахи живуть близько 5-и місяців, за цей період вони спарюються і самки відкладають від 200-т до 500-т яєць. Кладки відбуваються невеликими групами по 25-30 штук, на поверхні ґрунту, каменів, кори дерев тощо. Личинки, вийшовши з яйця, міґрують і закопуються в ґрунт.

## Морфологія

### Імаго
Веспериди є дуже гетероморфними жуками — представники різних підродин, часом, так сильно відрізняються одні від інших, що їх, на перший погляд, важко об'єднати в одну родину. Для підродини Весперин (Vesperinae) властивими є дуже сильно розширені скроні, які позаду голови, різко перериваються дуже глибокою перетяжкою, утвоюючи своєрідну шию. Шия з'єднується із оберненосерцевидними передньогрудьми. У самців черевце вузьке і цілком вкрите надкрилами, а у самок надкрила вкорочені й розширне черевце. У самців добре розвинені крила, тоді як у самок редуковані, і вони не здатні літати. Тип жилкування крила нагадує такий же у підродини Вусачів-Лептурин (Lepturinae), проте, дещо спеціалізованіше: анальна комірка відсутня цілком, також відсутні сполучення між анальною-1 і анальною-2, кубітальною-2 й анальною-1, а також анальною. Для імаго з підродини Анопльодерматіни (Anoplodermatinae) характерне валькувате тіло. У роду Гіпоцефалюс (Hypocephalus) спостерігається низка видозмін частин тіла: гіпертрофія передньоспинки, яка займає більше половини тіла, розвиток копальних кінцівок та редукція вусиків. Тоді як у триби Містеріїні (Mysteriini) вусики дуже довгі, а в деяких видів мають гребенясту форму.

### Личинка
Личинкова стадія включає дві морфологічно відмінні форми, які переходять перша в другу, що одержало назву личинкового гіперметаморфозу. Перша форма — личинка першого віку, має дуже добре розвинені ноги, незвично довгі вусики та пучки дуже довгих щетинок на боках черевця. Після першої линьки, утворюється друга форма — личинка другого віку, яка схожа на личинки Вусачів. Вона характеризується коротким товстим тілом, з менш-добріше розвиненими ногами, та сильно розширеними члениками черевця.

## Систематика
Щодо систематичної приналежності того чи іншого таксона родини Весперид, серед науковців існують суттєві відмінності у поглядах й точаться суперечки. Раніше Веспериди включались до складу родини Вусачів як підродина Весперини (Vesperinae) або лише рід Весперус (Vesperus), який поміщали між родами Мантітеус (Mantitheus Frm.) та Апатофізіс (Apatophysis Chevr.) у трибі Лептуріні (Lepturini), що в підродині Лептурини (Lepturinae). Підродини Анопльодерматіни (Anoplodermatinae) й Філіни (Philinae) розміщували у підродині Жуків-Вусачів Прионіни (Prioninae) як триби Анопльодерматіні (Anoplodermatini) та Філіні (Philini).
Згідно з сучасними уявленнями, родина веспериди є самостійною і включає три підродини:
- Anoplodermatinae
- Philinae
- Vesperinae

Така система родини була запропонована у 1997 році трьома науковцями: Швахою П., Ванґом Й. Й. та Ченом С. Ц., які провели морфо-екологічний аналіз личинкових стадій згадуваних трьох груп жуків, виокремивши характерні риси їх морфології, які відрізняють їх від Вусачів. А у 2007 році інші троє науковців: Дютріль А. М., Мулін С. та Дютріль Б., провели генетичний аналіз бар-кодів ДНК Жуків-Весперид і порівняли їх з такими ж бар-кодами ДНК у Жуків-Вусачів, виявивши кардинальні відмінності між Вусачами і Весперидами. Таким чином, довели відмінність між цими групами на генетичному рівні.

## Філогенія
Філогенетично родина Жуків-Весперидів (Vesperidae) споріднена з родинами Жуків-Дистениїдів (Disteniidae) та Жуків-Вусачів, які за багатьма параметрами є дуже схожими між собою. Родини Весперидів та Дистеніїдів раніше включали до складу родини вусачів, але після детальніших досліджень їх таки виділили в окремі родини, хоча дискусії з цього приводу тривають і досі. Загалом ці два таксони є невеликими і представляють реліктові комплекси колись вимерлих та значно багатших родин. Значно віддаленішими є родинні зв'язки з Жуками-Листоїдами, разом з якими вони утворюють надродину листоїдоподібних жуків (Chrysomeloidea). В загальному ця надродина походить від надродини жуків-кукуїдоідеїв (Cucuidoidea).

## Різноманіття

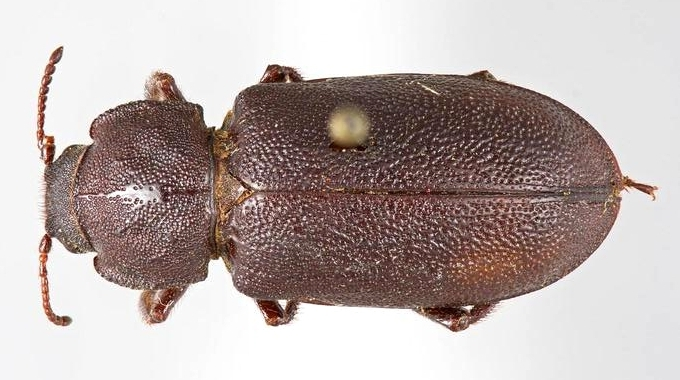
Acanthomigdolus quadricollis